# Kanton Labruguière
Kanton Labruguière (francouzsky Canton de Labruguière) je francouzský kanton v departementu Tarn v regionu Midi-Pyrénées. Tvoří ho sedm obcí.

## Obce kantonu
- Escoussens
- Labruguière
- Lagarrigue
- Noailhac
- Saint-Affrique-les-Montagnes
- Valdurenque
- Viviers-lès-Montagnes